# Waterpolo op de Middellandse Zeespelen 2001
Waterpolo is een van de sporten die beoefend werden tijdens de Middellandse Zeespelen 2001 in Tunis, Tunesië. Er was enkel een mannentoernooi.

## Uitslagen
| Event  | Goud   | Zilver | Brons     |
| ------ | ------ | ------ | --------- |
| Mannen | Spanje | Italië | Frankrijk |

## Medaillespiegel
| Plaats | Land      | Goud | Zilver | Brons | Totaal |
| 1      | Spanje    | 1    | 0      | 0     | 1      |
| 2      | Italië    | 0    | 1      | 0     | 1      |
| 3      | Frankrijk | 0    | 0      | 1     | 1      |
| Totaal | Totaal    | 1    | 1      | 1     | 3      |

1955 · 1959 · 1963 · 1967 · 1971 · 1975 · 1979 · 1983 · 1987 · 1991 · 1993 · 1997 · 2001 · 2005 · 2009 · 2013 · 2018 · 2022
Atletiek · Basketbal · Bocce · Boksen · Gewichtheffen · Golf · Gymnastiek · Handbal · Judo · Karate · Roeien · Schermen · Schietsport · Tafeltennis · Tennis · Voetbal · Volleybal · Waterpolo · Wielersport · Worstelen · Zeilen · Zwemmen